# Rogen

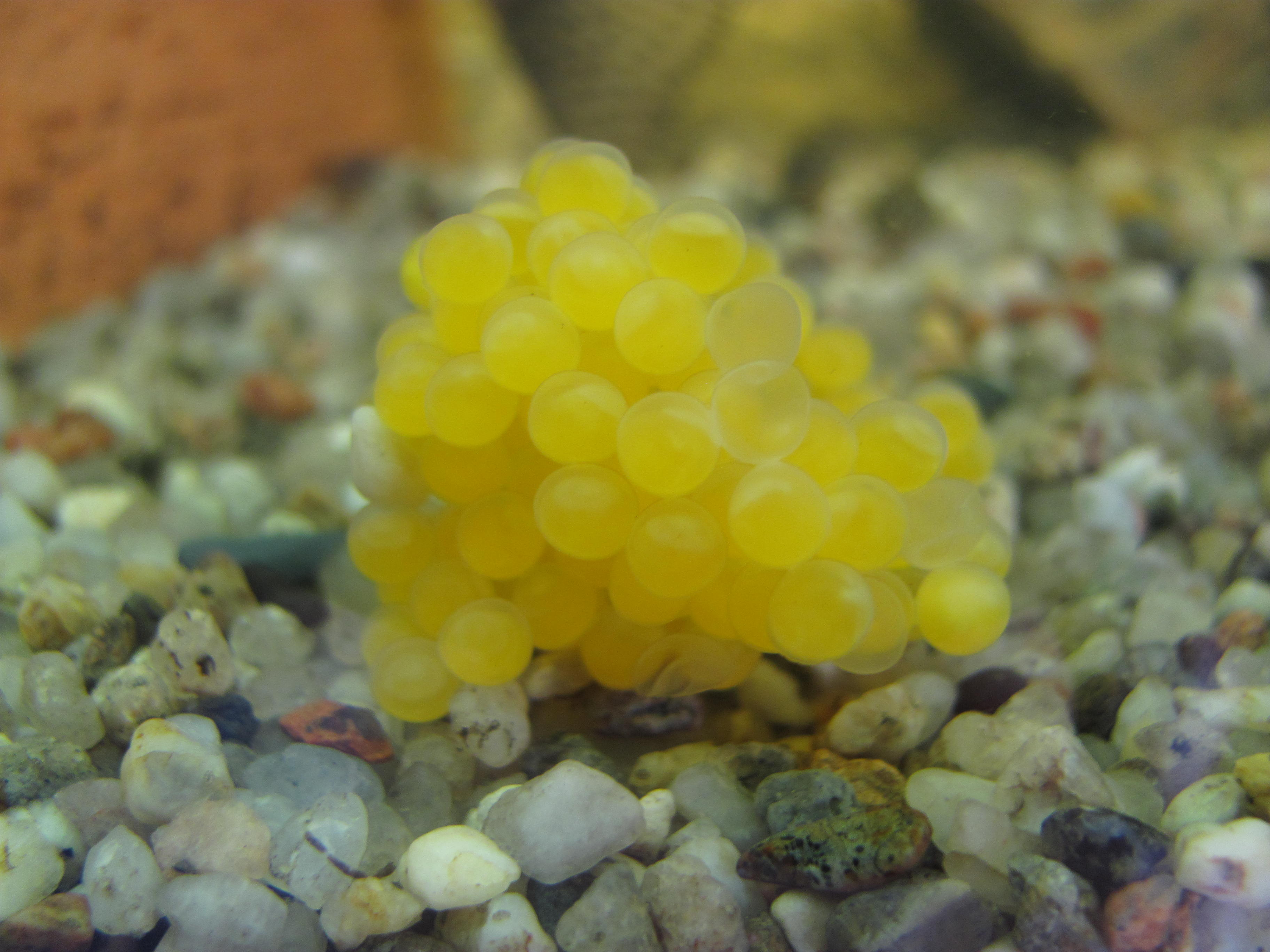
Am Boden eines Aquariums abgelegte Eier eines Blauen Antennenwelses

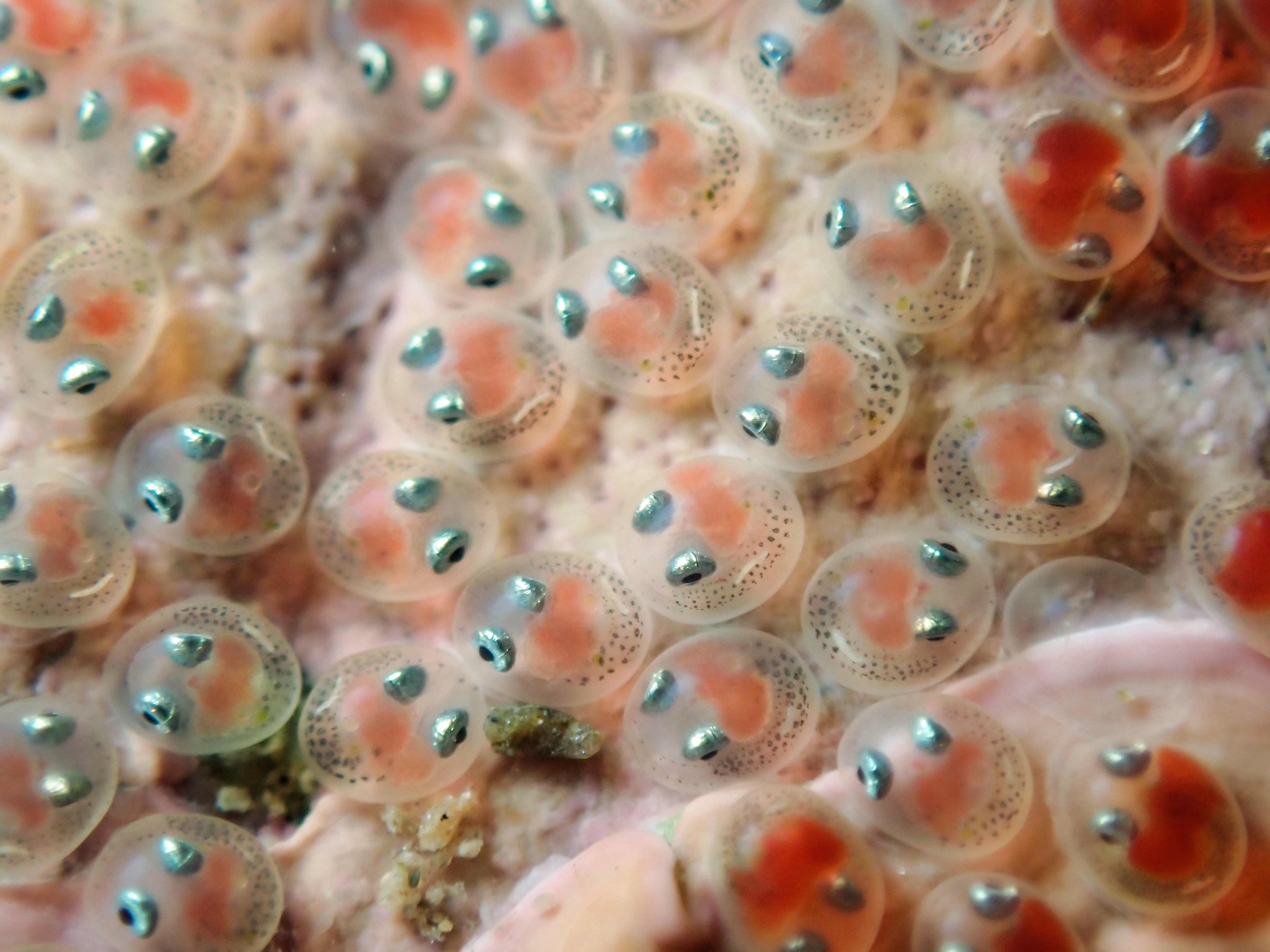
Eier eines Schildfisches mit sich darin entwickelnden Embryonen

Als Rogen wird die Gesamtheit der reifen Eier weiblicher Fische und anderer Meerestiere wie Seeigel, Garnelen und Muscheln bezeichnet. Weibliche Fische werden in der Fachsprache Rogner (oder Rogener) genannt. Diese Eier sind für fleischfressende Meerestiere eine leicht aufzunehmende Nahrung. Viele Fischarten haben im Laufe der Evolution unterschiedliche Formen der Brutpflege entwickelt, bei der besonders die Gelege, manchmal auch die Jungfische, vor Fressfeinden geschützt werden.
Zu den Konsumenten zählt auch der Mensch. Wie andere Meeresfrüchte wird Rogen sowohl gekocht als auch roh für viele verschiedene Gerichte verwendet. Der Rogen der Störe wird als (echter) Kaviar bezeichnet und als Delikatesse vermarktet.
Laut der Ernährungs- und Landwirtschaftsorganisation der Vereinten Nationen (FAO) darf als echter Kaviar ausschließlich gesalzener Rogen von Stören der Familie Acipenseridae bezeichnet werden, unabhängig davon, ob dieser aus Wildfang oder aus Aquakultur stammt. Im Gegensatz dazu wird der Begriff „Fischrogen“ allgemein für die unbefruchteten Eier verschiedener Fischarten verwendet, etwa von Lachs, Seehasen oder Hering.
Der Fisch wird zur Gewinnung des Rogens meist getötet (vor allem beim Kaviar), manchmal aber auch nach einem Kaiserschnitt vernäht und ins Wasser zurückgesetzt. Bei Lachsfischen können Rogen (und Fischmilch) meist auch durch „Abstreifen“ ohne Verletzung des Fisches gewonnen werden bzw. fallen bei der Speisefischproduktion mit an. Forellenrogen hat eine orange Farbe und ist in Feinkostgeschäften erhältlich.
Nach der Abgabe der Eier ins Wasser spricht man von Laich. Vor dem Ablaichen können die Eier ein Viertel des gesamten Körpergewichts eines Rogners ausmachen.

## Nutzung

### Deutschland
Der Rogen des Seehasen wird als Deutscher Kaviar bezeichnet. Er wird häufig zu hartgekochten Eiern gereicht. Der Rogen des Karpfen wird in Franken gewürzt und ausgebacken unter dem Namen Ingreisch serviert. Schneckenkaviar ist dagegen eine Kaviaralternative von der Weinbergschnecke, es handelt sich dabei nicht um Rogen.

### Japan

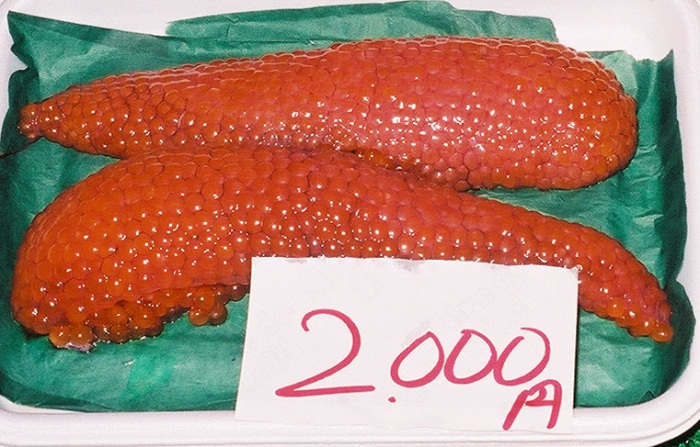
Lachsrogen auf dem Shiogama-Meeresfrüchte-Markt (Japan)

In der japanischen Küche wird eine große Anzahl verschiedener Sorten benutzt, darunter die folgenden, welche vor allem roh in Sushi verarbeitet werden:

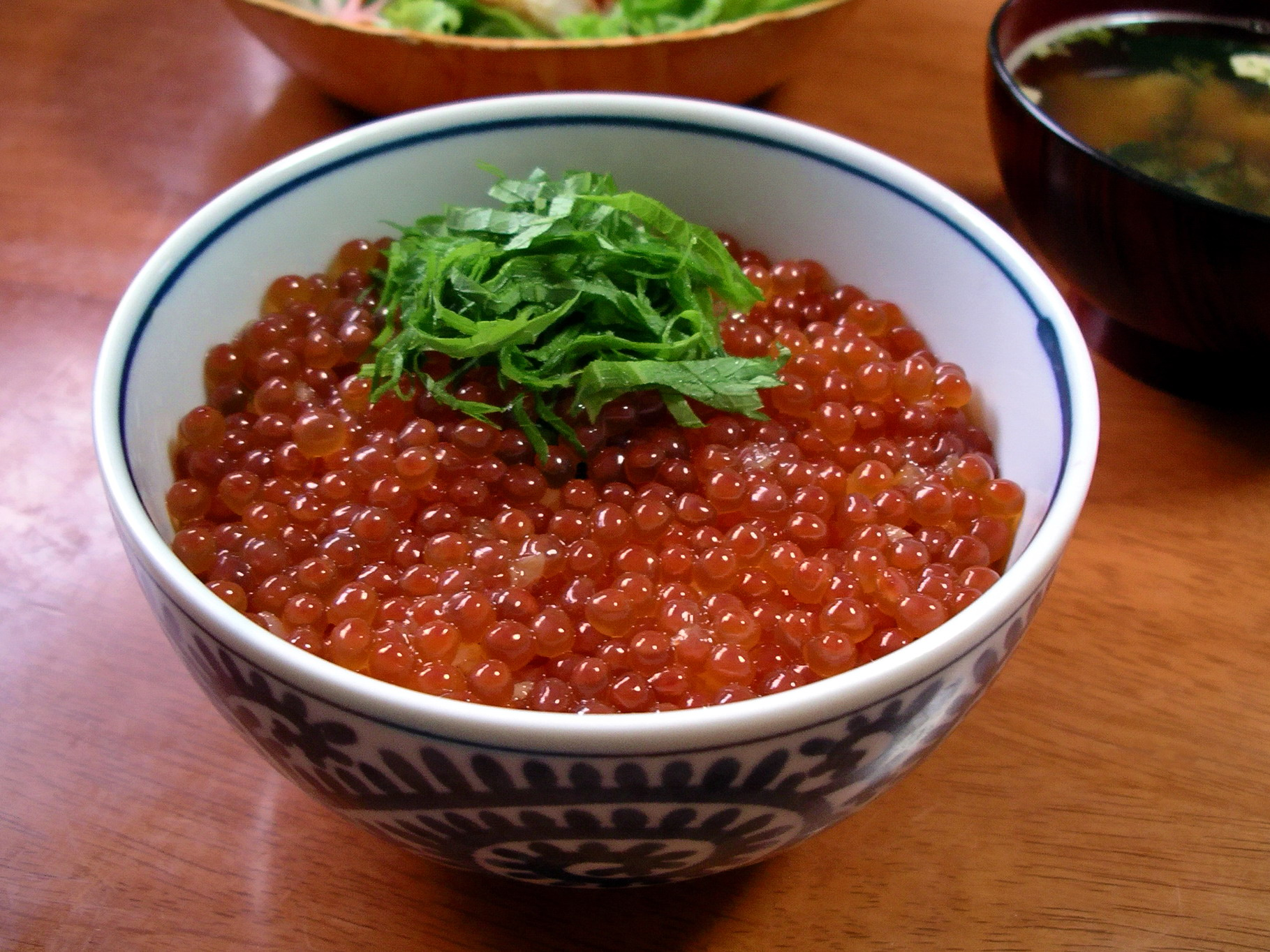
Ikuradon, eine Schüssel mit Reis, bedeckt mit Lachsrogen

- Ikura (いくら) – Lachsrogen. Große, rot-orange Einzelkugeln.
- Kazunoko (数の子/鯑) – Heringsrogen, gelb oder blassrosa. Ist von Oberfläche und Aussehen fest und gummiartig und wird normalerweise eingelegt. Der Rogen ist eine einzelne zusammenhängende Masse und sieht aus wie ein Stück Fisch.
- Mentaiko (明太子) – Alaska-Seelachsrogen, gewürzt mit Paprika und umwickelt mit einer dünnen, elastischen Membran. Mentaiko ist normalerweise rosa bis dunkelrot.
- Tarako (たらこ) – gesalzener Alaska-Seelachsrogen, manchmal auch gegrillt.
- Tobiko (飛び子) – Rogen von fliegenden Fischen, sehr knusprig, rötliches Orange.

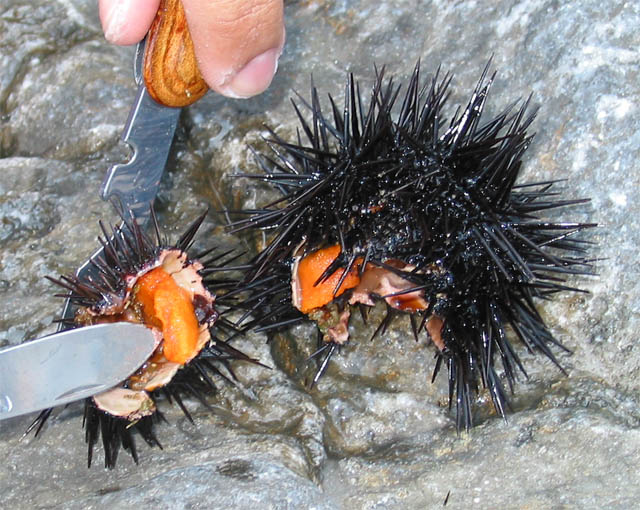
Seeigelrogen

- Uni (うに, 雲丹) – Seeigelrogen, weich und schmelzend, von orangefarbener bis blassgelblicher Farbe. Entweder roh oder leicht gekocht. In Chile als „erizo“ bekannt. Wird traditionell als Aphrodisiakum angesehen.
- Karasumi (カラスミ, 鱲子) – gesalzener und in der Sonne getrockneter Meeräschenrogen. Ist eine Spezialität aus Nagasaki und zusammen mit Seeigelrogen und Konowata eines der drei japanischen chinmi.

### Schweden
Eine Paste aus geräuchertem und gesalzenem Dorschrogen ist in Schweden als Brotaufstrich sehr beliebt (Kalles Kaviar).

### Dänemark
Neben Dorschrogen wird vor allem der des Seehasen (stenbider) in der dänischen Küche vielseitig genutzt, ob auf hartgekochten Eiern, als Garnierung für Garnelen oder in Kombination mit anderem Fisch oder Meeresfrüchten.

### Griechenland
Taramas ist der gesalzene und geräucherte Rogen des Karpfens. Er wird verwendet, um Taramosalata, eine griechische und im Mittelmeer weit verbreitete Vorspeise herzustellen, bestehend aus Taramas gemischt mit Zitronensaft, Brotkrumen, Zwiebeln und Olivenöl.

### Italien

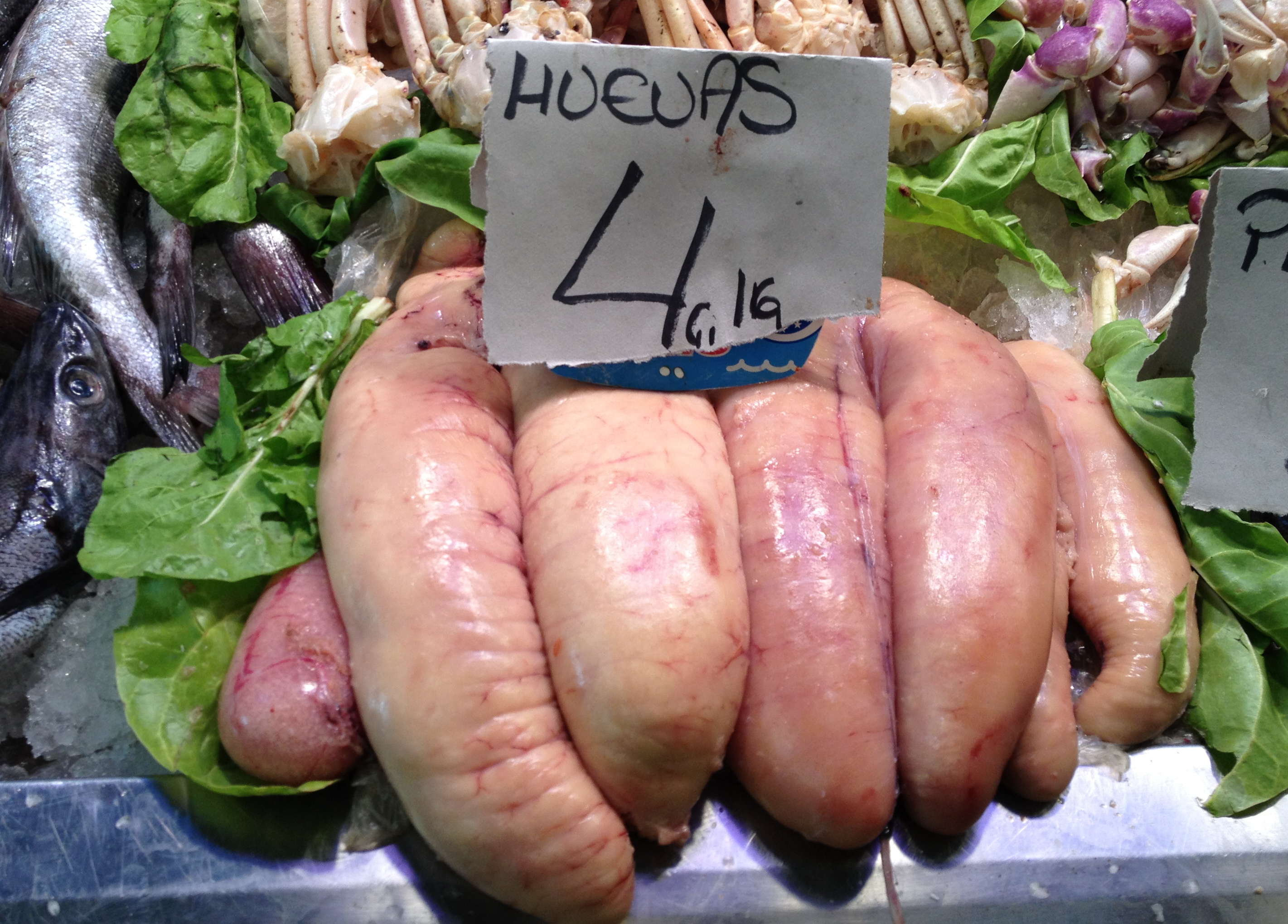
Rogen eines Roten Thun auf einem Markt in Jerez de la Frontera

Bottarga ist die gesalzene und getrocknete Rogentasche der Meeräsche oder des Thunfisch und wird als Vorspeise oder zu Pasta gegessen.

### Iran
In den kaspischen Provinzen Gilan und Mazandaran werden verschiedene Rogenarten verwendet. Ashpal (bzw. Ashbal) wird normalerweise getrocknet, gesalzen oder mit anderen Zutaten gemischt. Gesalzen oder getrocknet wird er als Gewürz genutzt. Gekocht oder mit Eiern gemischt und gebraten und zu einem Gericht zubereitet, nennt man ihn Ashpal Kuku.
Neben echtem Kaviar erzielt der Rogen der Schwarzmeerplötze (auch bekannt als Kaspischer Weißfisch oder Rutilus Frisii Kutum), des Rotauges (Kuli in Gilaki), der Brachse (Kulmeh in Gilaki) und des kaspischen Lachses Höchstpreise. Rogen des Karpfens ist weniger verbreitet, manchmal wird auch der der Barbe genutzt.

### Indien (Kerala und Westbengalen) und Bangladesch
Rogen der Fischart Tenualosa ilisha wird in Westbengalen und Bangladesch als außerordentliche Delikatesse angesehen. Häufig wird der Rogen frittiert. Doch auch andere Arten der Zubereitung wie pürierter Rogen, bei dem der Rogen zusammen mit Öl, Zwiebeln und Pfeffer zerstoßen wird, oder Rogencurry sind bekannt. In Kerala wird er in Kokosöl frittiert. Bei der Stammesbevölkerung zählt über dem Feuer (ähnlich wie Marshmallows) gerösteter Rogen zu den Delikatessen. Allerdings wird der Rogen tragende Fisch, verglichen mit anderen, weniger schmackhaft. Auch der Rogen des Rohu wird gebraten oder als Füllung für gebratenen Schlangenkürbis als potoler dolma verwendet.

### Taiwan
Karasumi (chinesisch 烏魚子 / 乌鱼子, Pinyin Wūyúzi, W.-G. Uütsu) ist die gesalzene und getrocknete Rogentasche der Meeräsche und wird mit Lauch, Rettich oder Apfel gegessen.

### Vereinigtes Königreich
Im Vereinigten Königreich wird vor allem Fischmilch (soft roe, wörtlich „weicher Rogen“) verwendet. Zusätzlich findet man in vielen britischen Supermärkten auch Heringsrogen. Pürierter Dorschrogen wird vor allem in der Gegend um London in vielen Fish-and-Chips-Buden verkauft.

### Judentum

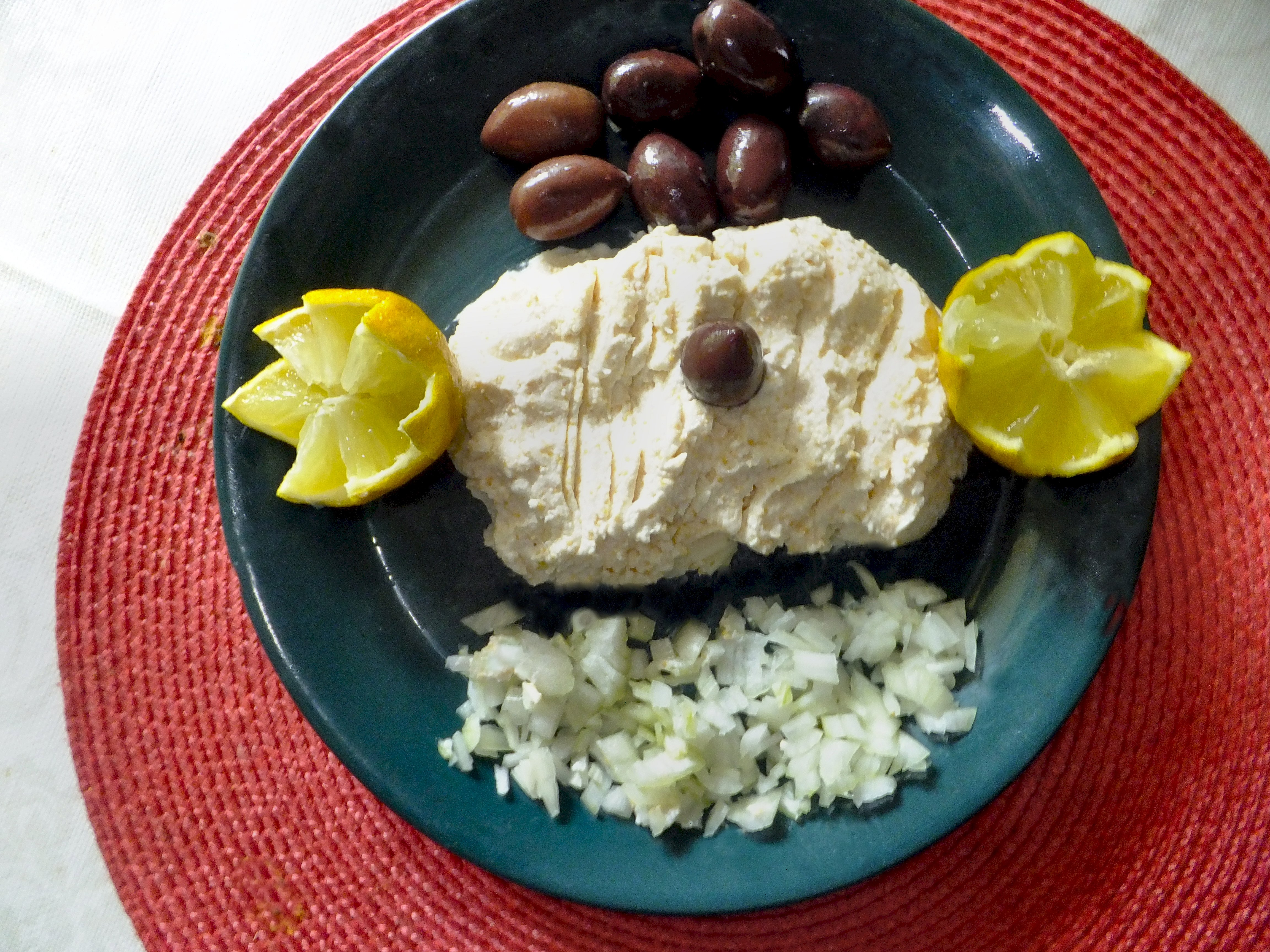
Salată de icre

Eine wichtige halachische Regel lautet: „Was aus dem Reinen hervorgeht, ist rein“. Das bedeutet: Rogen von koscherem Fisch ist koscher, Rogen von nicht koscherem Fisch ist verboten. Von den im Wasser lebenden Tieren sind solche koscher, die Flossen und Schuppen haben. Rogen vom koscheren Lachs oder der Forelle ist koscher, auch der vom Karpfen, Kabeljau, Hecht, Hering, Saibling oder von der Lodde (Kapelan), während schwarzgrauer Rogen, der vom nicht-koscheren Stör stammt, demnach der echte Kaviar, nicht koscher ist. Auch der Deutsche Kaviar, der aus dem schwarzen Rogen des unkoscheren Seehasen gewonnen wird, ist nicht erlaubt. In der jüdischen Küche sind beispielsweise Gerichte wie Taramosalata (auch: Salată de icre) bekannt.